# Polska służba weterynaryjna w wojnie polsko-bolszewickiej

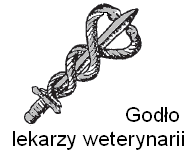

Polska służba weterynaryjna w wojnie polsko-bolszewickiej – organizacja i działania służby weterynaryjnej w okresie wojny polsko-bolszewickiej.
Z uwagi na dużą liczbę wykorzystywanych przez wojsko koni, służba weterynaryjna należała do ważniejszych służb Wojska Polskiego w okresie wojny.  Szefowie służby weterynaryjnej funkcjonowali w strukturach kwatermistrzostwa związków operacyjnych oraz przy dowództwach związków taktycznych piechoty i jazdy. Jednocześnie powstały armijne składnice weterynaryjne i szpitale koni o numeracji tych związków operacyjnych, zaś przy dywizjach piechoty i brygadach jazdy – szpitale dla koni o numeracji odpowiadającej macierzystej formacji.

## Konie w Wojsku Polskim
Wojsko Polskie na froncie wykorzystywało prawie wyłącznie trakcję konną. Konie przeznaczone były przede wszystkim do taborów oraz dla kawalerii, a ich liczba ciągle wzrastała. Z końcem 1918 w linii znajdowało się około 20 000 koni, w maju 1919 już  95 000, zaś w szczytowym okresie rozwoju sił zbrojnych ich liczba wynosiła około 190 000, z tego 137 000  w formacjach frontowych. Tak wielka liczba koni wymagała dysponowania specjalistyczną służbą weterynaryjną.

## Organa naczelne służby weterynaryjnej
Na szczeblu Ministerstwa Spraw Wojskowych za funkcjonowanie służby weterynaryjnej odpowiadała początkowo Sekcja Weterynaryjna Departamentu Mobilizacyjno-Organizacyjnego, kierowana przez mjr. dr. Józefa Gabriela Malewskiego. 12 listopada 1918 mjr Malewski mianowany został Naczelnym Lekarzem Weterynarii Wojska Polskiego. Po reorganizacji MSWojsk., w maju 1919, usamodzielniono sekcję Weterynaryjną. Weszła ona w podporządkowanie I wiceministra, a w  jej skład wchodziły wydziały: personalny, inspektorski, naukowo-oświatowy, zaopatrywania i szpitalnictwa. Sekcja współpracowała z Departamentem do Spraw Koni i Taborów oraz Generalnym Inspektoratem Jazdy. Po kolejnej reorganizacji MSWojsk., Sekcja Weterynaryjna, nadal kierowana przez ppłk. Malewskiego, weszła w skład Departamentu IV Koni.

## Służba weterynaryjna w strukturach polowych

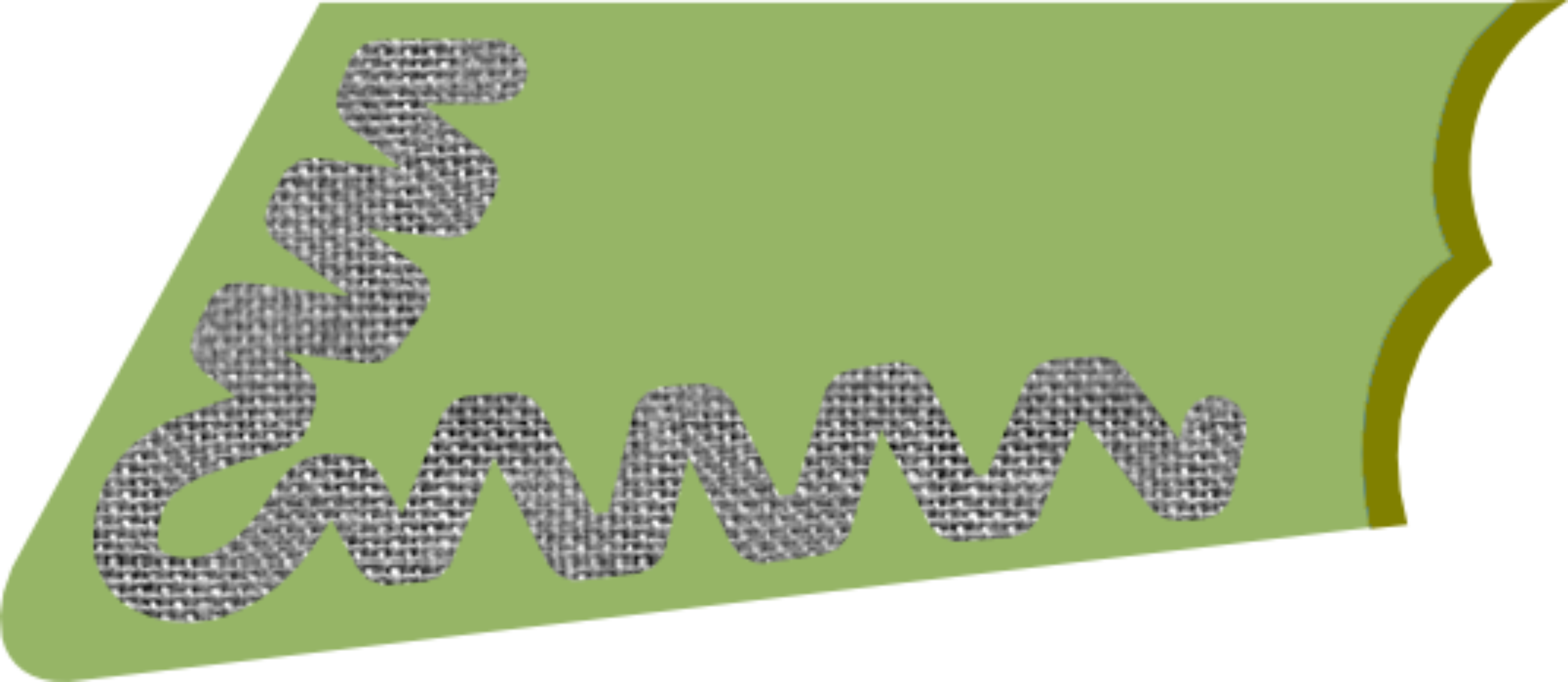
„Łapka” lekarzy weterynarii

Pion służby weterynaryjnej miał też swoje umocowanie w strukturach Sztabu Generalnego WP, a od marca 1919  w Sztabie Generalnym Naczelnego Dowództwa WP. Do grudnia za służbę weterynaryjną odpowiadał Oddział IV Kwatermistrzostwo, zaś po utworzeniu pionu II zastępcy szefa Sztabu Generalnego – Głównego Kwatermistrza ND WP, weszła w jego skład. Na  stanowisko szefa Służby Weterynaryjnej Głównego Kwatermistrzostwa ND WP powołany został ppłk Maksymilian Kowalewski. Przy kwatermistrzostwach związków operacyjnych oraz przy dowództwach związków taktycznych utworzono stanowiska szefów służby weterynaryjnej. Jednocześnie powstały armijne składnice weterynaryjne i szpitale koni o numeracji tych związków operacyjnych, a przy dywizjach piechoty i brygadach jazdy szpitale koni o numeracji odpowiadającej macierzystemu związkowi taktycznemu.
Lekarze weterynarii na mundurach nosili „łapkę” barwy kurtki, wypustka oliwkowa.